# Автомагистрала А7 (Италия)
Автомагистрала А7 на Република Италия (на италиански: Autostrada A7 или Serravalle) е транспортен коридор, който свързва Милано с Генуа. Пътят има дължина от 134 км и преминава през регионите Ломбардия, Пиемонт и Лигурия. Магистралата е открита на 29 октомври 1935 г.